# ویتالی موهیلنکو
ویتالی موهیلنکو (انگلیسی: Vitaliy Mohilenko؛ زادهٔ ۵ ژوئیهٔ ۱۹۶۵) ورزشکار ورزش دوگانه اهل اوکراین است.

## حرفه
وی همچنین از ورزشکاران دوگانه در بازی‌های المپیک زمستانی ۱۹۹۴ بوده است. 